# Ion Oargă Cloșca
Ion Oargă soprannominato Cloșca (Cărpiniș, 1747 – Alba Iulia, 1785) fu, insieme a Horea e Crișan, uno dei leader della rivolta del 1784.

## Biografia
Ion Oargă (Cloșca) nacque nel 1747 a Cărpiniș, Alba. Era di bassa statura, intelligente, concentrato e coraggioso. Il soprannome  "Cloșca" (che significa "chioccia") è dovuto all'usanza contadina di dare nomignoli ai propri conterranei. Cloșca visse nel villaggio di Cărpeniș, nell'attuale distretto di Alba. Era sposato con una certa Marina e aveva due fratelli. Suo fratello si chiamava Teodor Oarga e sua sorella Achimia. Cloșca era un po' più benestante rispetto a Horea, e la sua casa, tutt'oggi esistente, può essere vista sul pendio di una collina, a 50 metri dall'attuale strada tra Abrud e Câmpeni. 

### La rivolta del 1784
Allo scoppio della rivolta, Cloșca aveva 37 anni ed era già stato a Vienna tre volte, portando con Horea le petizioni rivolte dai contadini all'imperatore Giuseppe II. Per tutta la durata della rivolta è il collaboratore più vicino di Horea e suo amico. 
Il 27 dicembre 1784 fu catturato, per tradimento, insieme a Horea, nelle foreste vicino al villaggio di Albac (oggi comune di Horea, distretto di Alba). Fu portato ad Alba Iulia e lì imprigionato. Verrà sottoposto a sei interrogatori dal tribunale militare, ma non rivelò nulla. Gli investigatori volevano saperne di più sull'organizzazione della rivolta, che si era rapidamente diffusa in diversi comitati della Transilvania, al fine di prevenire lo scoppio di una rivolta simile. 

### Morte
Venne giustiziato tramite il supplizio della ruota il 28 febbraio 1785 vicino alla città di Alba Iulia, insieme a Horea. La sua esecuzione inorridì per la sua crudeltà l'intera Europa civilizzata: Cloșca venne schiacciato con 20 colpi di ruota, e il suo corpo smembrato ed esposto in diversi luoghi della regione, dove vi furono insurrezioni contadine, al fine di terrorizzare la popolazione e dare un esempio a quelli che avrebbe voluto in futuro opporsi alle autorità.